# 嘉義市政府行政處
嘉義市政府行政處（簡稱行政處），1982年成立，是嘉義市政府的直屬機關。處長及副處長之下共有4科，分別是:文書檔案科、庶務科、法制科、和出納科。

## 組織架構
嘉義市政府行政處處長及副處長之下設有4科。
- 處長
  - 副處長

### 內部單位

#### 文書檔案科
- 文書業務
  - 依照行政院訂頒之「文書處理手冊」辦理本府公文收文、分文、發文、校對、監印、電子交換等業務。
  - 運用電子公文交換機制及公文交換中心，加速公文傳遞，提昇公文處理時效。
  - 市府印信典守、所屬機關學校之印信製(換)發、啟用、繳銷等相關層轉作業、市府公文暨各項書證用印、套印。
  - 每月十六日發行嘉義市政府公報，並將公報內容及目錄索引建置於市府全球資訊網。
  - 定期召開市務會議，加強橫向業務溝通聯繫。會議紀錄之主席裁示事項登載於市府全球資訊網。
- 檔案業務
  - 依照檔案管理局編印之「機關檔案管理作業手冊」辦理本府點收、立案、編目、保管、檢調、清理、安全維護、其他檔案管理作業及相關設施事項等業務。
  - 彙整市府及所屬機關檔案目錄，定期送交國家發展委員會檔案管理局公布於機關目錄查詢網，落實政府資訊公開原則。
  - 辦理已屆保存年限檔案之銷毀，包括檔案清查、制定銷毀計畫、編製檔案銷毀目錄、檔案銷毀目錄送核及執行檔案銷毀等相關事項。
  - 依據「嘉義市政府資料卷宗申請閱覽抄錄複製注意事項」受理民眾申請閱覽本府資料、卷宗，滿足民眾知的權利。
  - 辦理本府所屬機關檔案管理考核評鑑，輔導參加金檔獎評選，薦送績優檔管人員參加金質獎選拔。

#### 庶務科
- 事務管理。
- 財產管理。
- 物品採購與管理。
- 車輛管理。
- 辦公廳舍管理。
- 公有宿舍管理。
- 廳舍防護業務。
- 工友 、技工、駕駛管理。

#### 法制科
- 法制業務：
  - 擬訂年度自治法規整理計畫，協助各單位制（訂）定、修正或廢止自治法規。
  - 提供本府各單位暨所屬機關有關法令疑義案件之會簽。
  - 辦理逐級法規之講解。
  - 自治法規之公（發）布及中央法規之轉發。
- 國家賠償業務：
  - 召開國家賠償事件處理小組審議本府及所屬機關之國家賠償請求案件。
- 訴願業務：
  - 召開訴願審議委員會審議本府受理之訴願案件。
- 消費者爭議調解業務：
  - 召開協助消費者保護官消費者爭議調解委員會調解消費爭議案件。

#### 出納科
- 員工薪資清冊之編製及轉帳發放
- 代扣編制員工公保、健保、退撫基金及各種貸款
- 各項支票之會簽及解繳
- 各項規費之收繳
- 零用金之管理
- 公庫專戶之管理、簽開支票及轉匯
- 保管品及有價證券之寄存與提領
- 所得稅之扣繳及申報
- 退休人員（含眷屬）健保保費之催收、發據及彙繳中央健康保險署

## 外部連結
- 嘉義市政府行政處（页面存档备份，存于）（中文）（英文）